# 松居竜五
松居 竜五（まつい りゅうご、1964年5月 - ）は、南方熊楠研究者、比較文化研究者、龍谷大学国際学部教授・南方熊楠顕彰館館長。

## 人物・来歴
京都府生まれ。1988年東京大学文学部国文科卒、1991年同大学院比較文学比較文化博士課程中退、東大教養学部留学生担当講師となり、1992年修士論文を上梓した『南方熊楠一切智の夢』で小泉八雲賞奨励賞受賞。1994年退任、ケンブリッジ大学客員研究員として、南方熊楠の英国滞在時代の文書を調査する。帰国後1997年より駿河台大学助教授、2001年龍谷大学助教授、2007年准教授。2012年教授。2017年、『南方熊楠一複眼の学問構想』で角川財団学芸賞受賞。日本国際文化学会常任理事・副会長。2021年現在、南方熊楠顕彰館館長。
熊楠研究のほか、日英関係史の一環として、太平洋戦争中にビルマで日本軍の捕虜となった英国軍人についても研究している。

## 著書
- 『南方熊楠 一切智の夢』朝日新聞社〈朝日選書〉 1991
- 『南方熊楠　複眼の学問構想』慶應義塾大学出版会 2016
- 『熊楠さん、世界を歩く　冒険と学問のマンダラへ』岩波書店 2024.3

### 共編著
- 『南方熊楠を知る事典』月川和雄・中瀬喜陽・桐本東太共編　講談社現代新書 1993
- 『達人たちの大英博物館』小山騰・牧田健史共著 講談社選書メチエ 1996
- 『南方熊楠英文論考 「ネイチャー」誌篇』飯倉照平監修。田村義也・中西須美ほか共訳、集英社 2005
- 『南方熊楠の森』岩崎仁共編 方丈堂出版 2005
- 『クマグスの森 南方熊楠の見た宇宙』ワタリウム美術館共編、新潮社〈とんぼの本〉 2007
- 『芸術・メディアのカルチュラル・スタディーズ』佐々木英昭共編、ミネルヴァ書房 2009
- 『南方熊楠大事典』 田村義也共編、勉誠出版 2012
- 『南方熊楠英文論考 「ノーツアンドクエリーズ」誌篇』飯倉照平監修。田村義也・中西須美・南條竹則・志村真幸ほか共訳、集英社 2014
- 『南方熊楠の謎　鶴見和子との対話』藤原書店 2015。編著、雲藤等・千田智子・田村義也との共著

## 参考記事
- 松居　竜五　マツイ　リュウゴ　龍谷大学 2022年7月閲覧